# Sigmatidium noodti
Sigmatidium noodti är en kräftdjursart som beskrevs av Noodt 1974. Sigmatidium noodti ingår i släktet Sigmatidium och familjen Ectinosomatidae. Inga underarter finns listade i Catalogue of Life.